# 蓋斯特河
53°32′09″N 8°34′38″E / 53.535844°N 8.577318°E

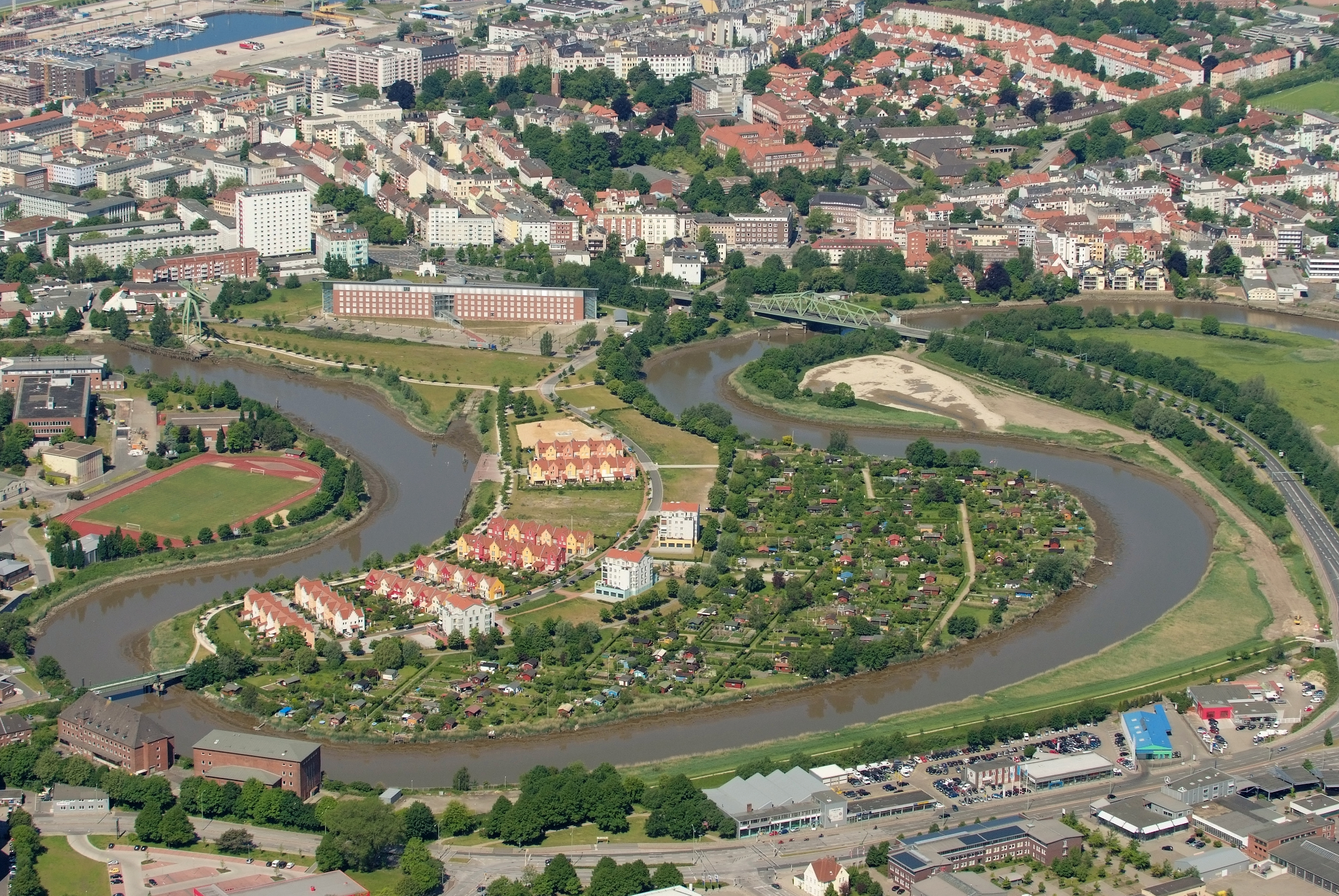

蓋斯特河（德語：Geeste），是德國的河流，位於該國西北部，由下薩克森州負責管轄，屬於威悉河的支流，河道全長42.5公里，流域面積338平方公里，發源自希普施泰特，河口處在不來梅哈芬。